# Итапемирин (микрорегион)
Итапемирин (порт. Microrregião do Itapemirim) — микрорегион в Бразилии, входит в штат Эспириту-Санту. Составная часть мезорегиона Юг штата Эспириту-Санту. 
Население составляет 	75 442	 человека (на 2010 год). Площадь — 	1 278,890	 км². Плотность населения — 	58,99	 чел./км².

## Демография
Согласно сведениям, собранным в ходе переписи 2010 г. Национальным институтом географии и статистики (IBGE), население микрорегиона составляет:						
| Полное население                             | Полное население                             | Полное население                             | Полное население                             | 75 442 |
| -------------------------------------------- | -------------------------------------------- | -------------------------------------------- | -------------------------------------------- | ------ |
| в том числе:                                 | Городское население                          | 50 384                                       | Процент городского населения, %              | 66,79  |
|                                              | Сельское население                           | 25 058                                       | Процент сельского населения, %               | 33,21  |
|                                              | Мужское население                            | 37 669                                       | Процент мужского населения, %                | 49,93  |
|                                              | Женское население                            | 37 773                                       | Процент женского населения, %                | 50,07  |
| Плотность населения, чел/км²                 | Плотность населения, чел/км²                 | Плотность населения, чел/км²                 | Плотность населения, чел/км²                 | 58,99  |
| Население микрорегиона в % к населению штата | Население микрорегиона в % к населению штата | Население микрорегиона в % к населению штата | Население микрорегиона в % к населению штата | 2,15   |

## Статистика
- Валовой внутренний продукт на 2003 составляет 438 845 548,00 реалов (данные: Бразильский институт географии и статистики).
- Валовой внутренний продукт на душу населения на 2003 составляет 5881,09 реалов (данные: Бразильский институт географии и статистики).
- Индекс развития человеческого потенциала на 2000 составляет 0,703 (данные: Программа развития ООН).

## Состав микрорегиона
В составе микрорегиона включены следующие муниципалитеты:
1. Итапемирин
2. Маратаизес
3. Президенти-Кеннеди